# ABKCO Records
ABKCO Music & Records, Inc. es una compañía fundada por Allen Klein, mánager de artistas como Bobby Darin y Sam Cooke y, más tarde, The Rolling Stones y The Beatles. El nombre deriva del acrónimo de "Allen & Betty Klein and COmpany".
Hoy en día, ABKCO es la compañía donde hacen sus grabaciones Sam Cooke, The Rolling Stones, The Animals, Herman's Hermits, Marianne Faithfull y The Kinks. También es la sede del sello Cameo Parkway Records, que incluye grabaciones originales de artistas como Chubby Checker, Bobby Rydell, The Orlons, The Dovells, Question Mark & the Mysterians, The Tymes and Dee Dee Sharp. ABKCO administra Phil Spector Records y sus grabaciones, como los éxitos de The Righteous Brothers, The Ronettes, The Crystals, etc.
La división de publicaciones maneja los derechos de autor sobre más de dos mil canciones compuestas por Mick Jagger y Keith Richards, Sam Cooke, Bobby Womack, Ray Davies, Pete Townshend entre otros autores.